# Punta del Carnero
Punta del Carnero är en udde i Spanien.   Den ligger i provinsen Provincia de Cádiz och regionen Andalusien, i den södra delen av landet, 500 km söder om huvudstaden Madrid.
Terrängen inåt land är huvudsakligen kuperad, men norrut är den platt. Havet är nära Punta del Carnero åt sydost.  Närmaste större samhälle är Algeciras, 6,6 km norr om Punta del Carnero. 